# Roy Andrewartha
Roy Andrewartha (* 23. April 1938 in Tredegar; † 15. Oktober 2020) war ein walisischer Snookerspieler, der zwischen 1976 und 1987 für elf Saisons Profispieler war. Als Finalist der English Amateur Championship 1976 Profispieler geworden, erreichte er in seiner Profikarriere unter anderem die Runde der letzten 32 der Snookerweltmeisterschaft 1984 und Rang 47 der Snookerweltrangliste.

## Karriere

### Amateurkarriere
Geboren im südwalisischen Tredegar, machte Andrewartha erstmals auf sich aufmerksam, als er 1974 das Halbfinale der Qualifikation für die English Amateur Championship erreichte und gegen Ray Edmonds verlor, ehe er bei den Pontins Spring Open im selben Jahr sein Auftaktspiel gegen Eddie Charlton verlor. Im nächsten Jahr spielte er in einer lokalen Liga in Wallasey das erste Century-Break der Turniergeschichte. Später schied Andrewartha, der auch mindestens einmal das Merseyside Champion of Champions gewonnen hatte, in der Qualifikation für die britische Meisterschaft bereits im Viertelfinale aus, ehe er 1976 das Finale erreichte und sich dort mit einem Sieg über John Virgo für das Endspiel qualifizierte. In diesem unterlag er allerdings dem Schotten Chris Ross. Infolgedessen erhielt er eine Einladung für das Profiturnier Canadian Club Masters, bei dem er sein Auftaktspiel gegen Ray Reardon verlor, und nahm kurze Zeit später an der Amateurweltmeisterschaft teil, bei der er sich in den Play-offs Terry Griffiths geschlagen geben musste. Anschließend wurde er Profispieler.

### Profikarriere
Andrewartha nahm während seiner ersten Profisaison, der Spielzeit 1976/77, nur an einem einzigen Turnier teil; in der Qualifikation für die Snookerweltmeisterschaft verlor er mit 1:11 gegen John Virgo. In der folgenden Spielzeit kam die UK Championship hinzu, wo er allerdings gegen Doug Mountjoy sein Auftaktspiel verlor. In der WM-Qualifikation gelang ihm schließlich gegen Jack Karnehm sein erster Profisieg, doch er unterlag anschließend Doug Mountjoy. Ähnlich verlief auch die Saison 1978/79, in der er allerdings bei der UK Championship neben Pat Houlihan auch Ex-Weltmeister John Spencer besiegte, bevor er im Viertelfinale seine dritte Niederlage gegen Doug Mountjoy in Folge erlitt. Da das Turnier zu diesem Zeitpunkt jedoch noch keinen Einfluss auf die Weltrangliste hatte, blieb er auch nach drei Spielzeiten auf dieser ohne Platzierung. In den nächsten drei Spielzeiten nahm Andrewartha zwar an je drei Turnieren teil, doch er verlor zumeist sein Auftaktspiel und konnte lediglich bei der UK Championship 1980 insgesamt zwei Spiele gegen Tony Knowles und John Pulman gewinnen.
Als er während der Saison 1982/83 nur noch an zwei Turnieren teilnahm, glückte ihm erneut kein einziger Sieg. Nach wie vor war der Waliser ein ungesetzter Profispieler. In der anschließenden Saison erhöhte Andrewartha die Zahl der Turnierteilnahmen jedoch drastisch und partizipierte nun bei sieben Turnieren. Dabei gewann er ein Gruppenspiel in der Qualifikation für das International Masters und zog sowohl bei den International Open als auch bei der UK Championship in die Runde der letzten 48 ein. Außerdem erreichte er kurz vor Saisonende in der Qualifikation für die Snookerweltmeisterschaft die finale Qualifikationsrunde und gewann dort knapp mit 10:9 gegen Mark Wildman, wodurch er sich zum einzigen Male in seiner Karriere für die WM-Hauptrunde qualifizierte. Dort verlor er zwar direkt gegen Eddie Charlton, doch er wurde nun auf Rang 47 der Weltrangliste geführt. Dennoch nahm er in der nächsten Spielzeit nur noch an drei Turnieren ohne einen einzigen Sieg teil; anschließend bestritt er keine weiteren Profispiele mehr. Mittlerweile wieder ohne Platzierung auf der Weltrangliste, verlor er 1987 nach elf Saisons seinen Profistatus. Andrewartha starb am 15. Oktober 2020 im Alter von 82 Jahren und hinterließ seine Ehefrau, zwei Kinder, vier Enkel und fünf Urenkel. Die Beerdigung fand am 28. Oktober in Landican nahe Birkenhead statt. Mehrere Wochen später kondolierte der Weltverband nachträglich mit einem Online-Artikel auf dessen Website.

## Erfolge
| Ausgang         | Jahr | Turnier                              | Finalgegner | Ergebnis |
| --------------- | ---- | ------------------------------------ | ----------- | -------- |
| Amateurturniere |      |                                      |             |          |
| Sieger          | 1976 | English Amateur Championship – North | John Virgo  | 8:6      |
| Zweiter         | 1976 | English Amateur Championship         | Chris Ross  | 7:11     |